# Lupus (Spoleto)
Lupus (auch Lupo; † 752) war von 745 bis 752 Dux des langobardischen Herzogtums Spoleto.

## Leben
Lupus wurde Juni/Juli 745 unter unbekannten Umständen Nachfolger von Dux Transamund II., wobei ein friedlicher Wechsel eher unwahrscheinlich ist. Transamund war in den Jahren zuvor schon zweimal durch Gefolgsleute von König Liutprand († 744) abgesetzt worden – Hilderic (739–740) und Agiprand (742–744) – und hatte anschließend die Macht wieder zurückerobert.
Lupus erkannte 746 König Ratchis Oberherrschaft an; nun sprachen königliche missi (Beamte) im vormals unabhängigen Spoleto Recht. Herzog Lupo besuchte Ratchis’ Hof in Pavia. Lupus machte dem Kloster Farfa (heute: Abbazia di Farfa) Geschenke und gründete 751 das St.-Georgs-Kloster bei Rieti für langobardische und fränkische Nonnen. Mit seiner Frau Ermelinda soll er die Kirche S. Maria in Organo gestiftet haben.
Als Lupus 752 in Spoleto starb, folgte ihm wahrscheinlich kurzzeitig Dux Unnolf. Dann vergab König Aistulf das Dukat nicht wieder, sondern ließ es als Krongut verwalten.